# 越宗孝昌
越宗 孝昌（こしむね たかまさ、1941年12月27日 - ）は、日本の経営者。山陽新聞社社長を務めた。

## 経歴
岡山県出身。1965年に関西学院大学社会学部を卒業し、同年に山陽新聞社に入社。1998年2月に取締役、2000年2月に常務、2004年2月に専務を経て、2006年12月には社長に就任。2014年6月に会長に就任。
2021年4月に旭日重光章を受章。